# Lemma di Urysohn
Il lemma di Urysohn è un teorema di matematica, e, più precisamente, di topologia: è spesso considerato il primo teorema della topologia generale ad avere una dimostrazione non banale.
Il lemma prende il nome dal matematico Pavel Samuilovich Urysohn, tra i fondatori della scuola moscovita di topologia.

## Enunciato
Il teorema afferma che uno spazio normale è completamente normale. In altre parole:
Se X è uno spazio normale, per ogni coppia di chiusi disgiunti (E,F) di X, esiste una funzione continua
{\displaystyle f\colon X\to [0,1]}
a valori nell'intervallo I = [0,1], che valga 0 su tutto E e 1 su  F.
Informalmente, il teorema asserisce che in uno spazio normale gli insiemi chiusi possono essere "separati" tramite una funzione continua a valori in un intervallo reale.

## Osservazione
Il lemma può essere formulato sostituendo i chiusi con due insiemi qualsiasi A e B, esigendo che le rispettive chiusure non abbiano punti in comune. Senza questa condizione non può esistere una funzione separatrice continua (se un punto x è aderente ad A allora un'ipotetica funzione separatrice, per continuità, dovrà valere 0 in x. Se x è aderente a B dovrà valervi 1, generando una contraddizione). 
Questa formulazione, apparentemente più restrittiva è invece perfettamente equivalente: sarà infatti sufficiente applicare il lemma alle due chiusure.

## Funzioni continue sugli spazi normali
Gli spazi normali presentano quindi la caratteristica di avere una dotazione molto ricca di funzioni reali continue. Questa ricchezza è ancora meglio evidenziata da un suo corollario, il teorema di Tietze, il quale afferma la prolungabilità di qualsiasi funzione reale definita in un qualsiasi sottoinsieme dello spazio.

## Dimostrazione
Ai fini della dimostrazione riesce utile la seguente osservazione.

### Osservazione preliminare
La condizione perché uno spazio sia normale può essere formulata così:
dati un chiuso F e un aperto U che lo contiene, esiste sempre un aperto V contenente F la cui chiusura è contenuta in U. 
Indicando con {\displaystyle {\overline {V}}} la chiusura di V, deve quindi aversi {\textstyle F\subseteq V\subseteq {\overline {V}}\subseteq U}.

Allo stesso modo andrà ricercata una funzione continua :{\displaystyle f:X\to [0,1]} 
a valori in [0,1], che valga 0 su tutto E e 1 su F.

### Dimostrazione
Nonostante la profondità della tesi, la dimostrazione del teorema si rivela estremamente semplice ed intuitiva. In molti manuali, tuttavia, la semplicità viene sacrificata ad un infelice eccesso di notazione fino a renderla letteralmente oscura.
L'idea di fondo consiste nell'immaginare gli insiemi F e V su cui costruire una funzione come in figura 2.

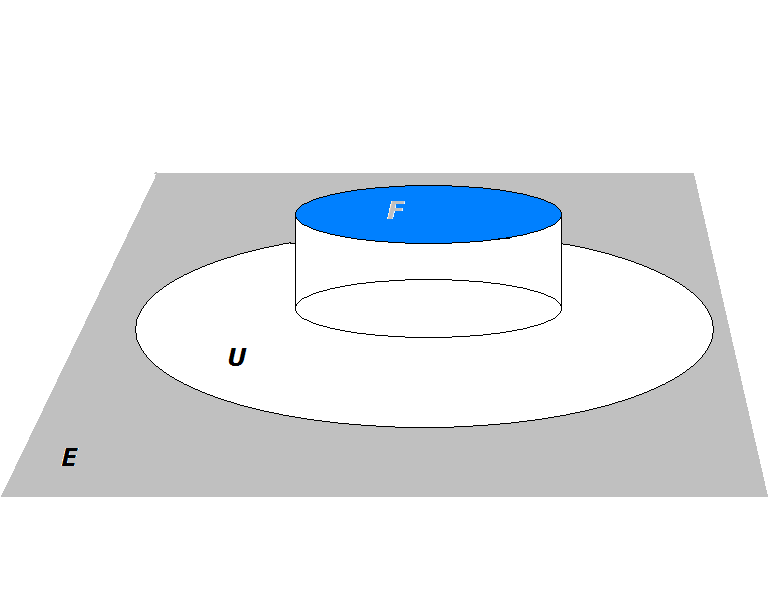
Figura 1

Per arrivare al risultato finale si procede con delle funzioni, per così dire, a gradoni. La prima di esse sarà: 
{\displaystyle f_{1}(x)=\left\{{\begin{matrix}1&{\mbox{se}}\ x\in F\\0&{\mbox{se}}\ x\notin F\end{matrix}}\right.}
Si procede con un raffinamento della funzione:
Si trova un aperto {\displaystyle V} tale che la chiusura {\displaystyle {\overline {V}}\subseteq U}

Allora si definisce
{\displaystyle f_{2}(x)=\left\{{\begin{matrix}1&{\mbox{se}}\ x\in F\\{\frac {1}{2}}&{\mbox{se}}\ x\in {\overline {V}}\setminus F\\0&{\mbox{se}}\ x\notin {\overline {V}}\\\end{matrix}}\right.}
L'intersezione fra {\displaystyle \mathbb {Q} } e l'intervallo [0,1], sia detta S={r0, r1,..., rn,...}, è numerabile perché {\displaystyle \mathbb {Q} }, insieme dei numeri razionali, lo è. Costruiremo una successione crescente, indicizzata da S,  di aperti tra A e il complementare di B, che godrà di determinate proprietà.
Posto innanzitutto r0=0 e r1=1, definisco per ogni numero naturale n l'insieme Sn = {r0,...,rn}, cosicché risulta che S è l'unione di tutti gli Sn.
Siccome A e B sono due chiusi disgiunti, allora A è un chiuso contenuto in quell'aperto che è il complementare di B: dunque, per la condizione equivalente alla normalità, esiste un aperto W che contiene A e la cui chiusura è contenuta nel complementare di B. Ponendo allora V(0):=W e V(1) uguale al complementare di B, si ha che: {\displaystyle A\subseteq V(0)\subseteq {\overline {V}}(0)\subseteq V(1)}. Ciò significa che per n=1, cioè per S1, ho costruito una successione di aperti tale che:
- (i) {\displaystyle {\overline {V}}(r_{i})\subseteq V(r_{k})} allorquando ri<rk, per ogni i,k<n;
- (ii) A⊆V(0), V(1)=X\B.

Supponendo poi di aver definito una tale successione fino all'n-esimo elemento, è facile mostrare che allora si può costruirla anche fino all'elemento di indice n+1. Essendo Sn finito esistono infatti in esso due razionali, siano detti rl e rm, che sono più vicini a rn+1 di qualunque altro in Sn, e tali che rl<rn+1<rm.
Ad essi sono associati due aperti, V(rl) e V(rm), tali che la chiusura del primo è contenuta nel secondo: per normalità, esiste un aperto W che contiene la chiusura di V(rl) e la cui chiusura è contenuta in V(rm). Ponendo V(rn+1)=W, verifico facilmente che anche per Sn+1 sono verificate le proprietà (i)n+1 e (ii).
In definitiva, per il principio di induzione, essendo S numerabile, posso concludere che esiste una successione {V(r)}r∈S, che soddisfa le proprietà (i) e (ii).
Posso considerare ora una funzione f così definita: 
- f(x)=1, se x appartiene a B;
- f(x)=inf{r∈S|x∈V(r)}, se x appartiene a V(1), ossia non appartiene a B.

Tale funzione soddisfa i requisiti della definizione di completa normalità. Infatti, per le proprietà (i) e (ii), essa vale 1 su tutto B, mentre vale 0 su tutto A: essendo A incluso in V(0), e dunque in ogni altro aperto della successione {V(r)}r∈S, l'estremo inferiore di quell'insieme è proprio 0.
Infine, la funzione f è continua: per vederlo è sufficiente mostrare che le sue controimmagini di aperti di base della topologia indotta di [0,1] (cioè di intervalli del tipo [0,a[ e ]b,1]) sono aperti:
- se f(x)<a, allora inf{r∈S|x∈V(r)}<a, perciò

esiste un r<a in S tale che x non è contenuto in V(r), dunque esiste pure un r>a tale che x non è contenuto nella chiusura di V(r'). Pertanto l'antiimmagine tramite f di [0,a[ sarà l'unione, al variare di r' in S, degli aperti X\cl(V(r')), che è un aperto;
- se invece f(x)>b, allora inf{r∈S|x∈V(r)}>b, perciò esiste un r>b tale che x è contenuto in V(r). Pertanto l'antiimmagine tramite f di ]b,1] sarà l'unione, al varriare di r in S degli aperti V(r), che è ovviamente un aperto.

In conclusione, se X è normale, allora per ogni coppia di chiusi disgiunti (A,B) esiste una funzione continua f che vale 0 su A e 1 su B, cioè X è completamente normale.